# Durania
Durania es un municipio colombiano ubicado en el departamento de Norte de Santander. Hace parte de la región sur-oriental del departamento y su clima es templado. Desde su fundación la base de la economía ha sido el café y el turismo.

## Toponimia
Lleva el nombre de "Durania", según ordenanza N° 30 de la Honorable Asamblea Departamental, en homenaje a la memoria del General Justo Leonidas Durán, inigualable héroe de esta noble tierra.

## División Político-Administrativa
Además de su Cabecera municipal. Durania tiene bajo su jurisdicción los siguientes Centros poblados:
- Hato Viejo
- La Cuchilla
- La Montuosa
- Las Aguadas

## Historia
El territorio actual del municipio de Durania era dominio de la tribu los Oporomas, que al parecer resultó de un mestizaje Karib-Cibca, del que se sabe muy poco o casi nada sobre su preponderancia. 
Respecto a la comunicación entre los Chitareros y los Motilones, el territorio de Durania, fue campo de travesía. Los Chitareros que tenían su asiento en Chinácota; tenían una vereda de antigua comunicación con el cacique Guavita o Boavita, establecido con su tribu en Hato Viejo y por la misma vereda prolongada con los indios de Salazar y Gramalote.
Algunos parajes, veredas y quebradas de la región llevan nombres de la raza indígena; por ejemplo existe una extensa cordillera con el nombre indígena de Cachirí, una vereda con el nombre de la Chuspa y la vertiente de agua que corre al centro del municipio llevando en su cabecera el nombre de la Lejía y que después en largo trayecto es conocida con el nombre de Ocarena, y que los indios llamaban Ukarena, “aguas agradables”; así mismo la quebrada llamada Oporoma.
Para la época de la conquista el municipio, hacía parte del municipio de Pamplona y una vez creado Bochalema como autónoma municipal, pasó a ser parte integrante de este. Aproximadamente en abril de 1849, la región de la Troja fue segregada del distrito Parroquial de Bochalema y agregado a San José de Cúcuta, mediante Decreto N° 1889 B de ese año, emanado del señor Presidente de la República de Nueva Granada, General José Hilario López.
El primer asentamiento como conglomerado, el cual se puede asignar en el año 1890, se ubicó en la Cuchilla, allí se fundaron casas de comercio, que hicieron del lugar un centro de vitalidad comercial. Fue tal la importancia del lugar que se creó un puesto de policía permanente y poco después se elevó a la categoría de corregimiento con el nombre de Páez, que comprendía la fracción de la Troja, allá en el estrecho valle de la Lejía y de la Rastrojera.
La primera casa que se construyó en la actual cabecera municipal era de paja, la cual para la época se conocía como la Troja y dio principio al Casco Urbano de lo que hoy es Durania, la construyeron los esposos Segundo Antonio Gonzáles y doña Virginia Acosta de Gonzáles. Esa casita rústica, de tipo campesino, de bahareque, estaba ubicada en el principio del camino que conduce a la vereda “La Barca”.
Otra casa que se construyó es la conocida con el nombre de “La Palma” y la construyeron Rafael y Carlos Vásquez. Terminada la guerra de 1895, edificó el señor Emiliano Acosta la primera casa de teja en el plano de la Troja, cerca de la casa de don Segundo Gonzáles. Luego se vendría de la Cuchilla, algunos de los comerciantes.
Debido al rápido progreso del caserío, la cabecera del corregimiento de “Páez“ se trasladó de la Cuchilla a la Troja en 1903, con el nombre de “San José de Córdoba“.
Para el año de 1901, el señor Manuel Coronel, hizo el trazo de la población. La fiebre de la construcción iba cundiendo de tal manera que para el año 1910 había tomado el caserío sorprendente desarrollo, contabilizándose unas cien casas aproximadamente, los negocios eran de mucha consideración debido al aumento rápido de los cultivos. También en este año se pensó por primera vez convertir al corregimiento de Córdoba en municipio. En abril de 1911, se crea la Parroquia de Córdoba y es su primer Párroco, Monseñor Isidoro Miranda.
El 1 de mayo de 1911, se eleva el corregimiento de Córdoba a categoría de Municipio, según ordenanza N° 12, lograda por el General Justo Leonidas Durán. Es nombrado como primer alcalde, el señor Aurelio Parada.
En 1930 había 290 casas, entre ellas una sola de dos pisos elegantemente edificada por el General Rafael Leal en el costado occidental de la plaza (hoy casa de la cultura) En julio de 1930 se sustituye el nombre de Córdoba por Durania, según ordenanza N° 30 de la Honorable Asamblea Departamental.
En 1934, el alcalde José Nieves Urbina, planteó el arreglo de la rasante de las calles con el fin de empedrarlas, dejando en el centro dos cintas de cemento para dar más prontitud y facilitar el tránsito de los vehículos.
También en 1934, se construyeron “Las Rejas”, verjas con travesaños de hierro, instaladas en el trayecto de la calle que bordea la ladera de la Troja en una extensión de cien metros. En 1935 se inicia la construcción del nuevo templo de la comarca, al frente de esta obra majestuosa, está el lote de la plaza central y donde la junta de embellecimiento está promoviendo el Parque Principal.
En 1940 se abrió la calle que comunica al puente del cementerio en un trayecto de terreno cedido por don Norberto Peña. Este pequeño puente sobre la Quebrada “La Rastrojera“ comenzó a construirse bajo la iniciativa del Padre Luís Fidel Pinzón y se inauguró el 19 de marzo de 1941 con el nombre de San José. En 1940 la calle real, se le había bautizado con el nombre de “Avenida Santander“. También en 1940, fue dado al servicio el edificio Santander, inaugurado el 9 de mayo del mismo año (Sede del Colegio José María Córdoba).
En 1942, se construyó “Las escalinatas”, un lugar ubicado en las goteras del pueblo, un bello mirador de la calle real. En 1971 este lugar fue restaurado y ornamentado por el Club de Leones de Durania que construyó una pequeña Plazoleta con un monumento a Bolívar, homenaje al Libertador.
En 1948, se inician los trabajos de adecuación de la Avenida tercera, partiendo del parque Justo Leonidas Durán, pasando por el Chorro del Silencio, hasta empalmar con el barrio la Esperanza. También en 1948 se inicia la construcción del Hospital San Norberto por entonces Alcalde Capitán Rafael Noriega y N. Oficial del Grupo Maza. El “Edificio Fuentes”, fue inaugurado el 28 de marzo de 1953 y construido por el señor Nepomuceno Fuentes.
El Palacio Municipal fue construido por el arquitecto Enrique Cuadros Corredor, y el 29 de agosto de 1971 fue inaugurado, durante la administración del Doctor Hernando Ruán Guerrero.
El único edificio de tres pisos que existe en el pueblo, corresponde al nuevo bloque del colegio José María Córdoba, obra que fue inaugurada el 8 de julio de 1979.
El desarrollo urbanístico de Durania siguió el esquema Tradicional Colonialista: Calles empedradas inicialmente, una plaza central en cuyo alrededor se agrupan: la iglesia, el Palacio Municipal, el Colegio José María Córdoba, La Escuela Piloto, la Antigua casa del General Rafael Leal, el Edificio Fuentes, La cooperativa de Caficultores y bellas edificaciones que sobresalen en la arquitectura del pueblo.
El 10 de mayo de 1981 fue inaugurado por el Club de Leones, un amplio “Parque Infantil “, contiguo a las Escalinatas para complementar la belleza de esta obra y para el sano esparcimiento y recreación de la niñez Duranense.

## Geografía
Extensión total: 177,40 km²
Extensión área urbana: 0,03647 km²
Extensión área rural: 177,36 km²
Altitud de la cabecera municipal (metros sobre el nivel del mar): 940
Temperatura media: 24 °C
Distancia de referencia: 47 km de Cúcuta

### Límites
- Norte: Municipios de Santiago y San Cayetano.
- Sur: Municipios de Arboledas y Bochalema.
- Occidente :Municipios de Arboledas, Salazar de las Palmas y Santiago.
- Oriente: Municipio de Bochalema.

## Economía
Las actividades comerciales de la población están distribuidas principalmente en negocios de tipo de economía familiar. En el Casco urbano encontramos el siguiente inventario de 77 negocios establecidos en total. Dedicadas a venta de ropas, insumos agrícolas y pecuarios, artículos de primera necesidad, droguerías, panaderías, restaurantes, residencias, etc.
En cuanto a actividades industriales se destacan la fabricación de muebles de madera, talleres de ornamentación y de mecánica.
El área rural del municipio de Durania está dividido en veredas de clima frío, y medio (Bosque húmedo Premontano), (Bosque húmedo Montan Bajo) y clima cálido. (Bosque seco Tropical) Cada zona presenta características económicas propias. En el clima frío la base de la economía es el café, la ganadería criolla de doble propósito, los cultivos como plátano, frutales (morón, lulo). En el clima medio la economía es el café tradicional y tecnificado, la caña panelera, plátano, el tomate, frutales (cítricos), y otros de pan coger como el maíz, fríjol, yuca. En el clima cálido la base es la ganadería de carne y doble propósito, los cultivos de maíz, yuca, fríjol.

## Sitios de interés

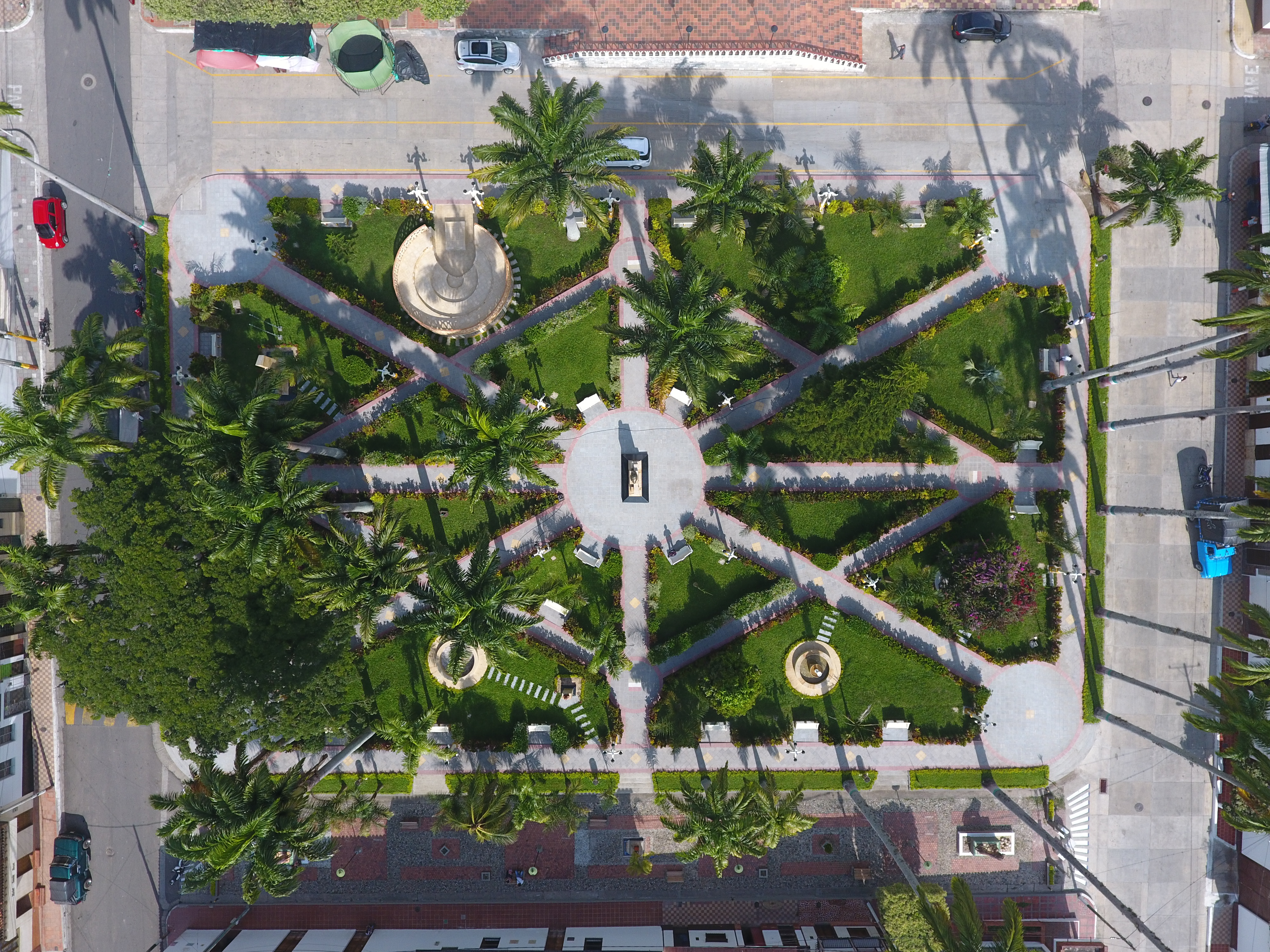
Vista área del parque Justo L Durán

Entre los sitios de interés está la Basílica San José, el Parque Principal "Justo Leonidas Durán", Casa del General Rafael Leal, Mirador Malecón de Corponor, Laguna de Barca, Cueva del Indio, Quebrada y Cascada el Saladito, Piscina Olímpica, Monumento Las Escalinatas.